# ГЕС Гезенде
ГЕС Гезенде – гідроелектростанція на півдні Туреччини. Знаходячись між ГЕС Ерменек (вище по течії) та ГЕС Кірпилик (24 МВт), входить до складу каскаду на річці Göksu (античний Калікадн), яка впадає до Середземного моря неподалік від міста Сіліфке.
В межах проекту річку перекрили бетонною арковою греблею висотою 75 метрів (від фундаменту, висота від дна річки – 71 метрів) та довжиною 171 метр, яка потребувала 98 тис м3 матеріалу. Вона утримує водосховище з об’ємом 91,9 млн м3, в т.ч. корисний об’єм 65,5 млн м3, що досягається коливанням рівня поверхні у операційному режимі між позначками 310 та 333 метри НРМ. 
Зі сховища через лівобережний гірський масив прокладено дериваційний тунель довжиною 8,6 км з діаметром 5,6 метра, який подає ресурс до розташованого на березі річки машинного залу. Останній обладнали трьома турбінами типу Френсіс потужністю по 54,2 МВт, котрі повинні забезпечувати виробництво 528 млн кВт-год електроенергії на рік. 
Видача продукції відбувається по ЛЕП, розрахованій на роботу під напругою 154 кВ.